# Distretto di Pinto Recodo
Il distretto di Pinto Recodo è uno degli undici distretti  della provincia di Lamas, in Perù. Si trova nella regione di San Martín e si estende su una superficie di 524,07 chilometri quadrati.

Istituito il 2 febbraio 1962, ha per capitale la città di Pinto Recodo; al censimento 2005 contava 8.704 abitanti.